# برايان جيبسون (سياسي)
برايان جيبسون (بالإنجليزية: Brian Gibson)‏ هو شخصية أعمال وسياسي أسترالي، ولد في 4 نوفمبر 1936 في أستراليا، وتوفي في 15 أغسطس 2017 في أستراليا بسبب سرطان. حزبياً، نشط في الحزب الليبرالي الأسترالي. في 1993 Australian federal election ‏، انتخب عضو مجلس الشيوخ الأسترالي ‏ عن دائرة Tasmania ‏ (1 يوليو 1993 – 22 فبراير 2002).